# Felix Kersten
Felix Kersten (30. september 1898 – 16. april 1960) var massør for Heinrich Himmler, mens denne var leder af SS.
Kersten blev født i en baltisktysk familie i det russiskbesatte Estland og kæmpede under første verdenskrig i den tyske hær. I den forbindelse kom han med tyske tropper til Finland under den finske borgerkrig i 1918. Han indgik i den finske hær og blev i landet, hvorpå han opnåede finsk statsborgerskab i 1920 samt steg i graderne til sekondløjtnant i hæren.
I 1922 vendte han imidlertid tilbage til Tyskland, hvor han begyndte at arbejde som massør. Efterhånden fik han en række indflydelsesrige klienter, herunder prins Hendrik af Nederlandene og Benito Mussolinis svigersøn og udenrigsminister Galeazzo Ciano. Han følte sig også presset til at blive Himmlers massør, og han mente, at hvis han havde afslået, ville hans liv være i fare. Det lykkedes Kersten at lindre Himmlers stærke mavesmerter med sin kunnen, og derfor opnåede han Himmlers tillid helt til anden verdenskrigs afslutning.
Kersten var ikke tilhænger af nazismen, og på grund af sine mange kontakter kom han til at spille en rolle i det humanitære arbejde med at redde fanger fra koncentrationslejre under krigen. Han fungerede således som mellemmand mellem Folke Bernadotte og Himmler i de forhandlinger, der førte til redningsaktionen af en række skandinaviske fanger med de hvide busser i foråret 1945. Selv hævder han i sine memoirer at være skyld i, at hele det hollandske folk undgik at blive deporteret til Østeuropa. Disse påstande er nok overdrevne, men den hollandske regering anerkendte efter krigen ikke desto mindre hans indsats for landet. Ligeledes hævder han at have været afgørende for at redde de finske jøder fra tysk fangenskab, hvilket også må formodes at være en overdrivelse, selv om den finske regering gjorde brug af ham til at påvirke Himmler.
Efter krigen boede Kersten i Vesttyskland og senere i Sverige, og han blev svensk statsborger i 1953. Han udsendte sine erindringer med titlen "The Kersten Memoirs, 1940-1945" i 1947. 